# Boku wa Kōkū Kanseikan
Boku wa Kōkū Kanseikan (ぼくは航空管制官, littéralement Je suis un contrôleur aérien) est un jeu vidéo de simulation développé par Graphic Research et édité par Tam Inc., sorti en 2001 sur Game Boy Advance. Il est paru uniquement au Japon et était disponible au lancement de la console.